# مونیکیرا (بویاکا)
مونیکیرا (بویاکا) (به اسپانیایی: Moniquirá) یک سکونتگاه مسکونی در کلمبیا است که در Ricaurte Province واقع شده‌است.

## خصوصیات
مونیکیرا ۲۲۰ کیلومترمربع مساحت و ۲۱٬۳۷۷ نفر جمعیت دارد و ۱٬۶۶۹ متر بالاتر از سطح دریا واقع شده‌است.